# Isidorea gonavensis
Isidorea gonavensis är en måreväxtart som beskrevs av Annette Aiello och Attila L. Borhidi. Isidorea gonavensis ingår i släktet Isidorea och familjen måreväxter.
Artens utbredningsområde är Haiti. Inga underarter finns listade i Catalogue of Life.